# Gavi (futebolista)
Pablo Martín Páez Gavira (Los Palacios y Villafranca, 5 de agosto de 2004), mais conhecido como Gavi, é um futebolista espanhol que atua como meio-campista ou ponta-esquerda. Joga pelo Barcelona e pela Seleção Espanhola.

## Carreira

### Barcelona
Nascido em Los Palacios y Villafranca, na Espanha, Gavi juntou-se ao time juvenil do Barcelona em 2015, aos 11 anos, vindo do Betis.
Gavi fazia parte da equipe juvenil do Barcelona que ganhou o Prêmio Laureus na categoria "Momento do Ano" em 2017. O momento ocorreu em 2016 em Tóquio, quanto vencerem a final contra a equipe juvenil Omiya Ardija, por 1-0 ; Após a derrota, os donos da casa foram consolados pelos rivais.
Gavi fez sua estreia no Barça na La Liga em 29 de agosto de 2021, substituindo Sergi Roberto na partida em casa contra o Getafe, onde o clube venceu por 2–1.
Aos 18 anos, Gavi disputou 47 partidas com a camisa blaugrana na última temporada, onde anotou dois gols, e fez seis assistências e foi uma peça fundamental do Barcelona do técnico Xavi.
Em 17 de outubro de 2022, Gavi conquistou o Troféu Kopa que faz parte da cerimônia do Bola de Ouro 2022, prêmio dado pela revista France Football ao melhor jogador jovem da temporada passada (2021/22).

## Seleção Espanhola
Em 30 de setembro de 2021, Gavi recebeu uma convocação surpresa para a seleção principal da Espanha pelo técnico Luis Enrique. Ele fez sua estreia na vitória nas semifinais da Liga das Nações da UEFA contra a Itália em 6 de outubro, tornando-se o jogador mais jovem a jogar pela seleção principal da Espanha com 17 anos e 62 dias.
Marcou seu primeiro gol pela seleção em 5 de junho de 2022, no empate por 2–2 contra a República Checa pela Liga das Nações da UEFA. Tornando-se o jogador mais jovem a marcar um gol pela seleção espanhola com 17 anos e 304 dias, batendo o recorde do companheiro de clube Ansu Fati por 7 dias.

### Copa do Mundo 2022
Gavi, com apenas 18 anos e 110 dias, se tornou o jogador mais jovem a disputar uma Copa do Mundo pela Espanha, ele também se tornou o jogador mais jovem a marcar um gol com a camisa da Fúria em Mundiais. Ele foi autor do 5º gol na goleada da Espanha sobre a Costa Rica, com isso ele se tornou o terceiro jogador mais jovem a marcar um gol em Copa do Mundo,  ficando atrás apenas do brasileiro Pelé (17 anos e 239 dias quando marcou pela primeira vez, em 1958, na Suécia) e do mexicano Manuel Rosas (18 anos e 93 dias no momento em que celebrou no Uruguai, em 1930).
No dia 19 de novembro de 2023, Gavi sofreu uma lesão grave, ele teve ruptura total do ligamento cruzado anterior do joelho direito, ainda teve uma lesão associada no menisco lateral, durante a vitória da Espanha sobre a Geórgia, por 3 a 1, pelas Eliminatórias da Eurocopa.

## Estatísticas
Atualizado até 7 de novembro de 2023.

### Clubes
| Equipe            | Temporada         | Campeonato nacional | Campeonato nacional | Copa nacional | Copa nacional | Competições continentais | Competições continentais | Outros torneios | Outros torneios | Total | Total |
| Equipe            | Temporada         | Jogos               | Gols                | Jogos         | Gols          | Jogos                    | Gols                     | Jogos           | Gols            | Jogos | Gols  |
| ----------------- | ----------------- | ------------------- | ------------------- | ------------- | ------------- | ------------------------ | ------------------------ | --------------- | --------------- | ----- | ----- |
| Barcelona B       | 2020–21           | 2                   | 0                   | –             | –             | –                        | –                        | –               | –               | 2     | 0     |
| Barcelona B       | 2021–22           | 1                   | 0                   | –             | –             | –                        | –                        | –               | –               | 1     | 0     |
| Barcelona B       | Total             | 3                   | 0                   | –             | –             | –                        | –                        | –               | –               | 3     | 0     |
| Barcelona         | 2021–22           | 34                  | 2                   | 1             | 0             | 11                       | 0                        | 1               | 0               | 47    | 2     |
| Barcelona         | 2022–23           | 36                  | 2                   | 5             | 0             | 6                        | 0                        | 2               | 1               | 49    | 3     |
| Barcelona         | 2023–24           | 12                  | 1                   | 0             | 0             | 3                        | 1                        | 0               | 0               | 15    | 2     |
| Barcelona         | 2024–25           | 3                   | 0                   | 0             | 0             | 2                        | 0                        | 0               | 0               | 5     | 0     |
| Total             | 85                | 5                   | 6                   | 0             | 22            | 1                        | 3                        | 1               | 116             | 7     |       |
| Total na carreira | Total na carreira | 88                  | 5                   | 6             | 0             | 22                       | 1                        | 3               | 1               | 119   | 7     |

### Seleção Espanhola
| Ano   | Jogos | Gols |
| ----- | ----- | ---- |
| 2021  | 4     | 0    |
| 2022  | 13    | 3    |
| 2023  | 10    | 2    |
| 2025  | 1     | 0    |
| Total | 28    | 5    |

Expanda a caixa de informações para conferir todos os jogos deste jogador, pela sua seleção nacional.
|     | Data                   | Local                                    | Resultado   | Adversário | Gol(s) | Competição               |
| --- | ---------------------- | ---------------------------------------- | ----------- | ---------- | ------ | ------------------------ |
| 1.  | 6 de outubro de 2021   | San Siro, Milão                          | 2–1         | Itália     | 0      | Liga das Nações 2020–21  |
| 2.  | 10 de outubro de 2021  | San Siro, Milão                          | 1–2         | França     | 0      | Liga das Nações 2020–21  |
| 3.  | 11 de novembro de 2021 | Olímpico de Atenas, Marusi               | 1–0         | Grécia     | 0      | Elim. Copa do Mundo 2022 |
| 4.  | 14 de novembro de 2021 | La Cartuja, Sevilha                      | 1–0         | Suécia     | 0      | Elim. Copa do Mundo 2022 |
| 5.  | 26 de março de 2022    | RCDE Stadium, El Prat de Llobregat       | 2–1         | Albânia    | 0      | Amistoso                 |
| 6.  | 29 de março de 2022    | Municipal de Riazor, Corunha             | 5–0         | Islândia   | 0      | Amistoso                 |
| 7.  | 2 de junho de 2022     | Benito Villamarín, Sevilha               | 1–1         | Portugal   | 0      | Liga das Nações 2022–23  |
| 8.  | 5 de junho de 2022     | Sinobo, Praga                            | 2–2         | Tchéquia   | 1      | Liga das Nações 2022–23  |
| 9.  | 9 de junho de 2022     | Estádio de Genebra, Genebra              | 1–0         | Suíça      | 0      | Liga das Nações 2022–23  |
| 10. | 12 de junho de 2022    | La Rosaleda, Málaga                      | 2–0         | Tchéquia   | 0      | Liga das Nações 2022–23  |
| 11. | 24 de setembro de 2022 | La Romareda , Saragoça                   | 1–2         | Suíça      | 0      | Liga das Nações 2022–23  |
| 12. | 27 de setembro de 2022 | Municipal, Braga                         | 1–0         | Portugal   | 0      | Liga das Nações 2022–23  |
| 13. | 17 de novembro de 2022 | Estádio Internacional, Amã               | 3–1         | Jordânia   | 1      | Amistoso                 |
| 14. | 23 de novembro de 2022 | Estádio Al Thumama, Doha                 | 7–0         | Costa Rica | 1      | Copa do Mundo 2022       |
| 15. | 27 de novembro de 2022 | Estádio Al Bayt, Al Khor                 | 1–1         | Alemanha   | 0      | Copa do Mundo 2022       |
| 16. | 1 de dezembro de 2022  | Estádio Internacional Khalifa, Doha      | 1–2         | Japão      | 0      | Copa do Mundo 2022       |
| 17. | 6 de dezembro de 2022  | Estádio da Cidade da Educação, Al Rayyan | (0) 0–0 (3) | Marrocos   | 0      | Copa do Mundo 2022       |
| 18. | 25 de março de 2023    | La Rosaleda, Málaga                      | 3–0         | Noruega    | 0      | Elim. Eurocopa 2024      |
| 19. | 28 de março de 2023    | Hampden Park, Glasgow                    | 0–2         | Escócia    | 0      | Elim. Eurocopa 2024      |
| 20. | 15 de junho de 2023    | De Grolsch Veste, Enschede               | 2–1         | Itália     | 0      | Liga das Nações 2022–23  |
| 21. | 18 de junho de 2023    | Estádio De Kuip, Roterdão                | (4) 0–0 (5) | Croácia    | 0      | Liga das Nações 2022–23  |
| 22. | 8 de setembro de 2023  | Estádio Boris Paichadze, Tiblíssi        | 7–1         | Geórgia    | 0      | Elim. Eurocopa 2024      |
| 23. | 12 de setembro de 2023 | Estádio Nuevo Los Cármenes, Granada      | 6–0         | Chipre     | 1      | Elim. Eurocopa 2024      |
| 24. | 12 de outubro de 2023  | Estádio de La Cartuja, Sevilha           | 2–0         | Escócia    | 0      | Elim. Eurocopa 2024      |
| 25. | 15 de outubro de 2023  | Estádio Ullevaal, Oslo                   | 1–0         | Noruega    | 1      | Elim. Eurocopa 2024      |
| 26. | 16 de novembro de 2023 | Estádio Alphamega, Limassol              | 3–1         | Chipre     | 0      | Elim. Eurocopa 2024      |
| 27. | 19 de novembro de 2023 | Estádio José Zorrilla, Valladolid        | 3–1         | Geórgia    | 0      | Elim. Eurocopa 2024      |
| 28. | 5 de junho de 2025     | MHPArena, Estugarda                      | 5–4         | França     | 0      | Liga das Nações 2024–25  |

## Títulos
Barcelona
- La Liga: 2022–23, 2024–25[16]
- Supercopa da Espanha: 2022–23, 2024–25
- Copa del Rey: 2024–25[17]

Seleção Espanhola
- Liga das Nações da UEFA: 2022–23

### Prêmios individuais
- Troféu Kopa: 2022
- Golden Boy: 2022[18]
- Equipe Mundial do Ano Sub-20 da IFFHS: 2022 [19]
- Homem do Jogo da Final da Supercopa da Espanha: 2022–23
- 3° Melhor Jogador Jovem Sub-20 do Mundo pela  IFFHS: 2024[20]